# 0424
0424 è il prefisso telefonico del distretto di Bassano del Grappa, appartenente al compartimento di Venezia.
Il distretto comprende la parte nord-orientale della provincia di Vicenza. Confina con i distretti di Trento (0461) a nord, di Feltre (0439) a nord-est, di Montebelluna (0423) a est, di Padova (049) e di Vicenza (0444) a sud, di Schio (0445) a ovest e di Rovereto (0464) a nord-ovest.

## Aree locali e comuni
Il distretto di Bassano del Grappa comprende 22 comuni compresi nelle 3 aree locali di Asiago, Bassano del Grappa e Marostica (ex settori di Cismon del Grappa e Marostica). I comuni compresi nel distretto sono: Asiago, Bassano del Grappa, Cartigliano, Cassola, Colceresa, Enego, Foza, Gallio, Lusiana Conco, Marostica, Mussolente, Nove, Pianezze, Pove del Grappa, Roana, Romano d'Ezzelino, Rosà, Rossano Veneto, Rotzo, Solagna, Tezze sul Brenta e Valbrenta .